# John Higgins

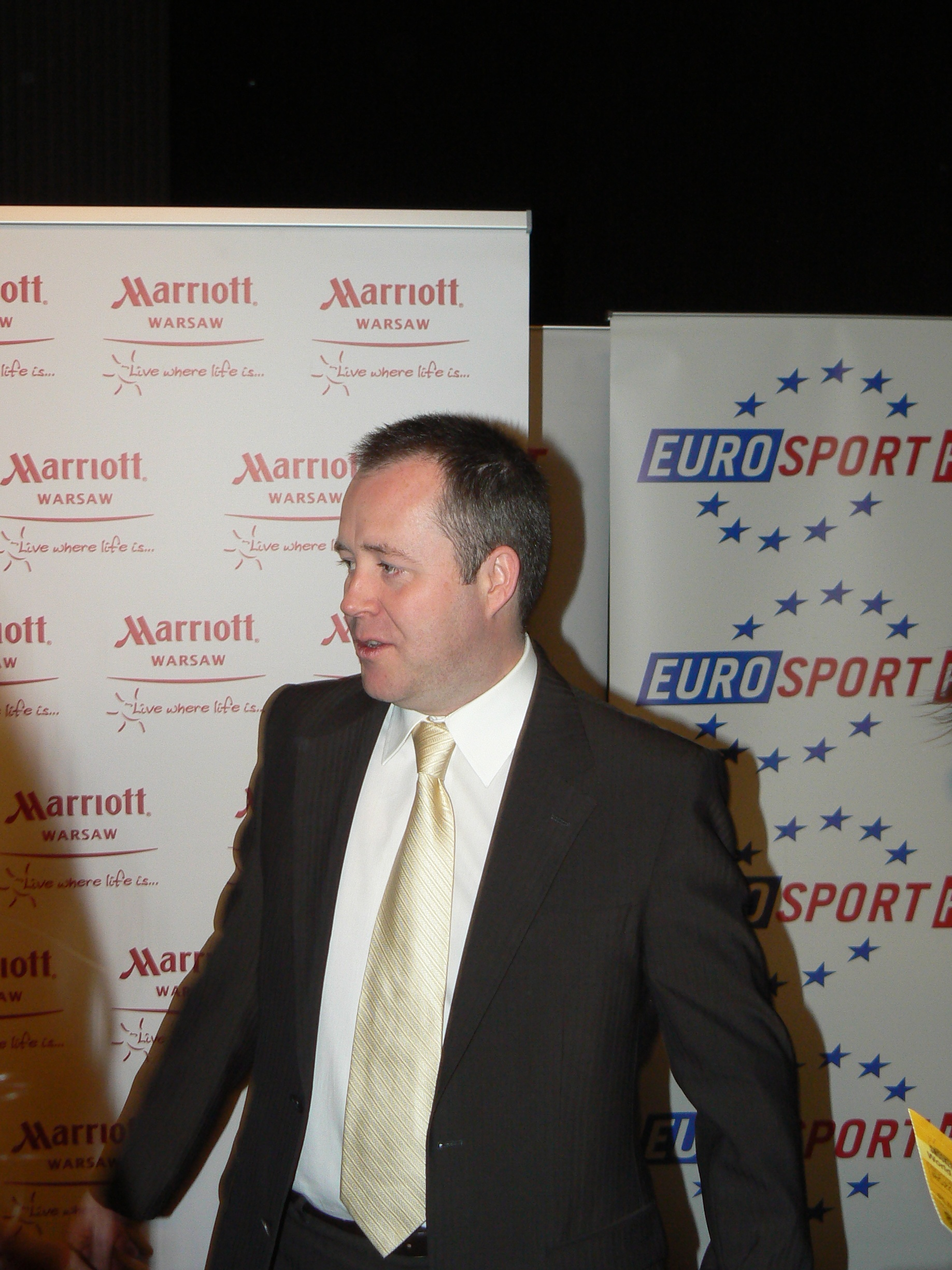
John Higgins w Warszawie, w przerwie ćwierćfinału World Series of Snooker 2008

John Higgins (ur. 18 maja 1975 w Wishaw) – szkocki snookerzysta. Mistrz świata w snookerze w latach 1998, 2007, 2009, 2011. Nie jest spokrewniony z Alexem Higginsem, innym znanym snookerzystą, pochodzącym z Irlandii Północnej. Od 2 maja do 2 listopada 2010 był zawieszony po prowokacji łapówkarskiej dziennikarzy. Odznaczony Orderem Imperium Brytyjskiego. Plasuje się na trzecim miejscu rankingu wszech czasów pod względem zdobytych „setek” (1039) w profesjonalnych turniejach.

## Kariera zawodowa
Higgins rozpoczął profesjonalną grę w wieku 17 lat, a więc w 1992 roku. Pierwsza wygrana przypadła na rok 1994, kiedy to w finale Grand Prix pokonał Dave’a Harolda 9-6. Jako pierwszy nastolatek w historii, w ciągu jednego sezonu (1994/95) odniósł zwycięstwo aż trzy razy: w Grand Prix (snooker) (1994), British Open (1995) i Scottish Open (1995).
Sezon 1995/1996 rok przyniósł Higginsowi zwycięstwa w German Open i Scottish Open (obroniony tytuł), i drugie miejsce w Skoda Grand Prix, Malta Grand Prix, Liverpool Victoria Charity Challenge i British Open. Osiągnięcia te poskutkowały awansem z 11. na 2. pozycję w światowym rankingu snookerowym na sezon 1996/1997.
W 1996 roku, Higgins razem ze Stephenem Hendrym i Alanem McManusem zdobyli historyczne, bo pierwsze zwycięstwo w rozgrywkach drużynowych znanych pod nazwą Puchar Narodów.
Zdobył tytuł mistrza świata w 1998, eliminując kolejno Jasona Fergusona, Anthony’ego Hamiltona, Johna Parrotta i Ronnie’ego O’Sullivana, a w finale pokonując obrońcę tytułu Kena Doherty’ego 18-12. John Higgins jest jednym z pięciu graczy, którym udało się wygrać Mistrzostwa świata i UK Championship w tym samym roku (1998). Poza nim dokonali tego Steve Davis, Stephen Hendry, John Parrott i Ronnie O’Sullivan.
Higgins, począwszy od roku 1998, pozostał na pierwszym miejscu w rankingu snookerowym przez dwa lata. Do umocnienia tej pozycji przysłużyło się zwycięstwo nad Markiem Williamsem w Grand Prix (1999). Pomimo wygranej w UK Championship w 2000 roku (drugi raz w karierze, z Markiem Williamsem 10-4 w finale), pod koniec sezonu został zepchnięty przez Walijczyka na drugą pozycję w rankingu. W tym samym roku ożenił się z Denise.
W 2001 roku John Higgins doszedł do finału Mistrzostw świata, tym razem ulegając tam Ronniemu O’Sullivanowi 14-18. Na początku sezonu 2001/2002 Higgins – po wygranej w trzech pierwszych turniejach indywidualnych (The Champions Cup, Scottish Masters i British Open) – powrócił na pierwsze miejsce. Warto zaznaczyć także zwycięstwo drużynowe w Pucharze Narodów razem ze Stephenem Hendrym i Alanem McManusem. Od tego czasu jednak Szkot zanotował spadek formy i nie odniósł żadnego znaczącego zwycięstwa przez trzy kolejne lata aż do wygrania po raz czwarty British Open w 2004 roku. Kłopoty z grą zbiegły się w czasie z narodzinami pierwszego syna Higginsa, Pierce’a, w 2001 roku. Wpłynęło to na Szkota, który ograniczył liczbę i intensywność treningów. Pod koniec 2004 roku, żona Johna – Denise – urodziła ich drugiego syna – Oliviera.
W październiku 2005 w finale Grand Prix (snooker) w Preston pokonał Ronnie’ego O’Sullivana 9-2, jako pierwszy zawodnik w historii turniejów rankingowych osiągając cztery breaki powyżej 100 punktów z rzędu; zdobył po kolei 494 punkty bez odpowiedzi ze strony rywala. Higgins pokazał się jeszcze w dwóch finałach w sezonie 2005/2006, nieznacznie przegrywając z Kenem Dohertym w Malta Cup i z Markiem Williamsem w China Open.
W 2007 roku, na drodze do pierwszego od sześciu lat finału Mistrzostw świata, eliminował kolejno Michaela Holta, Fergala O’Briena, Ronnie’ego O’Sullivana i Stephena Maguire’a. W finale pokonał Marka Selby’ego 18-13 zdobywając drugi w karierze tytuł mistrza świata. 5 maja 2007 roku w meczu półfinałowym Mistrzostw świata ze Stephenem Maguire’em wbił tysięcznego breaka stupunktowego w historii rozgrywania tego turnieju w Crucible Theatre.
Po wygranych mistrzostwach świata, John Higgins współorganizował Warsaw Snooker Tour – turniej, który odbył się w Polsce w czerwcu 2007 roku. W pierwszej rundzie Szkot zagrał z kilkukrotnym mistrzem polski Rafałem Jewtuchem, którego pokonał 4-2. W półfinale pokonał Steve’a Davisa 5-3. W finale spotkał się z Markiem Selbym, który miał okazję i zrewanżował się za przegraną w mistrzostwach pokonując Szkota 5-3. W następnym roku turniej przekształcił się w imprezę o szerszym zasięgu World Series of Snooker, która również była organizowana i firmowana przez Higginsa.
W sezonie 2008/2009 Higgins powiększył swój dorobek o kolejne tytuły. W sezonie tym doszedł do ćwierćfinału UK Championship oraz półfinałów Masters i Northern Ireland Trophy. Zagrał też w dwóch finałach – China Open, przegrywając z Peterem Ebdonem i Grand Prix, gdzie zwyciężył, pokonując Ryana Daya. Najważniejszym jednak osiągnięciem tego sezonu była dla Higginsa wygrana w snookerowych Mistrzostwach świata w 2009 roku. Po raz trzeci wygrał finał tych rozgrywek. Na drodze do tytułu mistrza świata pokonał kolejno Michaela Holta 10-5, Jamiego Cope’a 13-12, Marka Selby’ego 13-12, Marka Allena 17-13, pokonując w finale Shauna Murphiego 18-9.
2 maja 2010 roku ujawniono nagranie z prowokacji jaką przeprowadził brytyjski tabloid The News of The World w Kijowie. Na nagraniu widoczny jest Higgins wraz ze swoim menedżerem Patem Mooney na spotkaniu z dwoma innymi osobami, które miały przeprowadzić prowokację podając się za ukraińskich biznesmenów. W rozmowie Higgins zgadza się na przegranie czterech frejmów rozgrywanych w ramach World Series of Snooker w zamian za 300 tysięcy euro łapówki. Podczas rozmowy poruszane są szczegóły dotyczące płatności oraz ukrycia przychodu w zeznaniach podatkowych. Po uzgodnieniu szczegółów strony podają sobie ręce, a następnie wspólnie wznoszą toast. Prezes WPBSA Barry Hearn w specjalnym oświadczeniu ogłosił, że Pat Mooney złożył rezygnację z zarządu WPBSA, która została przyjęta ze skutkiem natychmiastowym. Udział Higginsa w przyszłych turniejach został zawieszony i wszczęte zostało śledztwo, które według Hearna powinno zostać zakończone w ciągu następnych tygodni. Higgins w swoim oświadczeniu wydanym tego samego dnia stwierdził m.in., że nie spodziewał się takiego przebiegu spotkania w Kijowie i w obawie o swoje życie postanowił wówczas grać swoją rolę, a jego sumienie jest czyste.

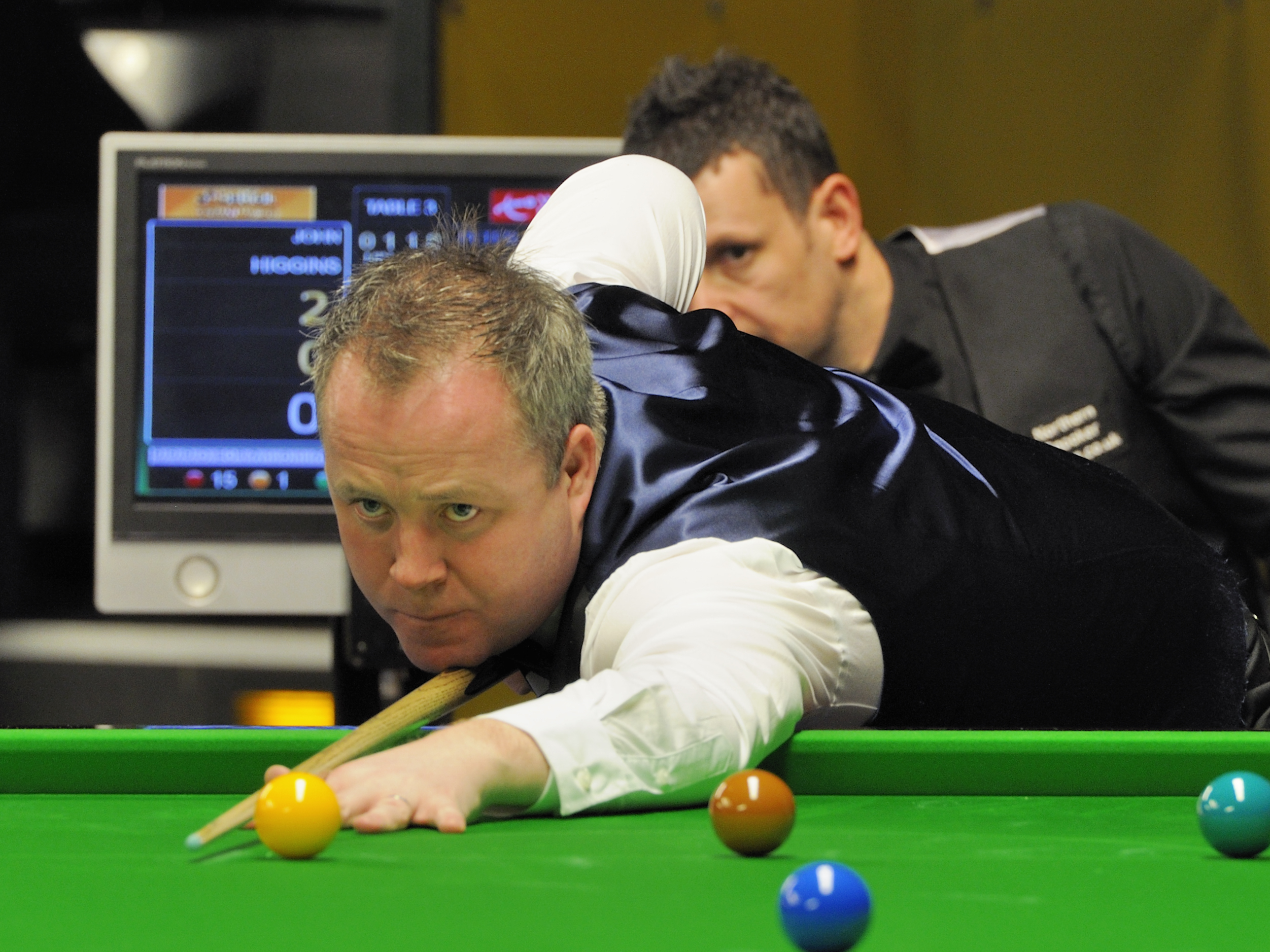
John Higgins (2013).

8 września 2010 firma arbitrażowa Sports Resolution wydała wyrok w sprawie prowokacji dotyczącej łapówki. Dwa najcięższe zarzuty zostały wycofane przez WPBSA, która wcześniej zgłosiła sprawę do arbitrażu. Do dwóch pozostałych zarzutów Higgins sam się przyznał tj. do „Świadomego sprawiania wrażenia względem innych osób wyrażenia zgody na działania naruszające zasady zakładów sportowych” oraz do „Nie zgłoszenia bezzwłocznie do federacji pełnej informacji o próbie nakłonienia go do działania z naruszeniem zakładów sportowych”. Szkot został ukarany przez sześciomiesięczne zawieszenie (licząc od 2 maja 2010) oraz 85 tysięcy funtów grzywny.
2 maja 2011 roku zdobył czwarty w swojej karierze tytuł mistrza świata, pokonując w finale 21-letniego Judda Trumpa 18-15.
Dnia 23 września, podczas pierwszej sesji finału Shanghai Masters 2012 przy stanie 0:5 wbił swojego 6 breaka maksymalnego w meczu przeciwko Juddowi Trumpowi.
5 grudnia, podczas turnieju UK Championship 2012, w meczu przeciwko Markowi Davisowi wbił siódmego w karierze breaka maksymalnego.
19 września 2024 w przegranym meczu 1/8 finału turnieju English Open 2024 przeciwko Markowi Allenowi wbił swojego tysięcznego breaka stupunktowego w karierze, dokonując tego jako drugi zawodnik w historii po Ronniem O’Sullivanie.
6 marca 2025 w turnieju World Grand Prix 2025 w  Hongkongu osiągnął swój 147 ćwierćfinał turnieju rankingowego poprawiając rekord Ronniego O'Sullivana.

## Występy w turniejach w całej karierze

### Turnieje rankingowe
| Turnieje                     | 1992/ 93      | 1993/ 94      | 1994/ 95      | 1995/ 96      | 1996/ 97      | 1997/ 98      | 1998/ 99      | 1999/ 00      | 2000/ 01      | 2001/ 02      | 2002/ 03      | 2003/ 04      | 2004/ 05      | 2005/ 06      | 2006/ 07      | 2007/ 08      | 2008/ 09      | 2009/ 10      | 2010/ 11      | 2011/ 12      | 2012/ 13      | 2013/ 14      | 2014/ 15      | 2015/ 16      | 2016/ 17      | 2017/ 18      | 2018/ 19      | 2019/ 20      | 2020/ 21      | 2021/ 22      | 2022/ 23      | 2023/ 24      | 2024/ 25      | 2025/ 26      |
| ---------------------------- | ------------- | ------------- | ------------- | ------------- | ------------- | ------------- | ------------- | ------------- | ------------- | ------------- | ------------- | ------------- | ------------- | ------------- | ------------- | ------------- | ------------- | ------------- | ------------- | ------------- | ------------- | ------------- | ------------- | ------------- | ------------- | ------------- | ------------- | ------------- | ------------- | ------------- | ------------- | ------------- | ------------- | ------------- |
| Ranking                      | [ ii ]        | 122           | 51            | 11            | 2             | 2             | 1             | 1             | 2             | 3             | 4             | 4             | 5             | 6             | 4             | 1             | 5             | 4             | 1             | 2             | 5             | 11            | 11            | 13            | 6             | 2             | 4             | 5             | 7             | 7             | 5             | 9             | 16            | 4             |
| Riga Masters                 | Nie rozegrano | Nie rozegrano | Nie rozegrano | Nie rozegrano | Nie rozegrano | Nie rozegrano | Nie rozegrano | Nie rozegrano | Nie rozegrano | Nie rozegrano | Nie rozegrano | Nie rozegrano | Nie rozegrano | Nie rozegrano | Nie rozegrano | Nie rozegrano | Nie rozegrano | Nie rozegrano | Nie rozegrano | Nie rozegrano | Nie rozegrano | Nie rozegrano | MR            | MR            | 3R            | A             | A             | A             | Nie rozegrano | Nie rozegrano | Nie rozegrano | Nie rozegrano | Nie rozegrano | Nie rozegrano |
| China Championship           | Nie rozegrano | Nie rozegrano | Nie rozegrano | Nie rozegrano | Nie rozegrano | Nie rozegrano | Nie rozegrano | Nie rozegrano | Nie rozegrano | Nie rozegrano | Nie rozegrano | Nie rozegrano | Nie rozegrano | Nie rozegrano | Nie rozegrano | Nie rozegrano | Nie rozegrano | Nie rozegrano | Nie rozegrano | Nie rozegrano | Nie rozegrano | Nie rozegrano | Nie rozegrano | Nie rozegrano | NR            | 2R            | F             | 3R            | Nie rozegrano | Nie rozegrano | Nie rozegrano | Nie rozegrano | Nie rozegrano | Nie rozegrano |
| Championship League Snooker  | Nie rozegrano | Nie rozegrano | Nie rozegrano | Nie rozegrano | Nie rozegrano | Nie rozegrano | Nie rozegrano | Nie rozegrano | Nie rozegrano | Nie rozegrano | Nie rozegrano | Nie rozegrano | Nie rozegrano | Nie rozegrano | Nie rozegrano | Nie-rank.     | Nie-rank.     | Nie-rank.     | Nie-rank.     | Nie-rank.     | Nie-rank.     | Nie-rank.     | Nie-rank.     | Nie-rank.     | Nie-rank.     | Nie-rank.     | Nie-rank.     | Nie-rank.     | RR            | RR            | A             | A             | RR            | A             |
| Saudi Arabia Snooker Masters | Nie rozegrano | Nie rozegrano | Nie rozegrano | Nie rozegrano | Nie rozegrano | Nie rozegrano | Nie rozegrano | Nie rozegrano | Nie rozegrano | Nie rozegrano | Nie rozegrano | Nie rozegrano | Nie rozegrano | Nie rozegrano | Nie rozegrano | Nie rozegrano | Nie rozegrano | Nie rozegrano | Nie rozegrano | Nie rozegrano | Nie rozegrano | Nie rozegrano | Nie rozegrano | Nie rozegrano | Nie rozegrano | Nie rozegrano | Nie rozegrano | Nie rozegrano | Nie rozegrano | Nie rozegrano | Nie rozegrano | Nie rozegrano | 5R            | 5R            |
| Wuhan Open                   | Nie rozegrano | Nie rozegrano | Nie rozegrano | Nie rozegrano | Nie rozegrano | Nie rozegrano | Nie rozegrano | Nie rozegrano | Nie rozegrano | Nie rozegrano | Nie rozegrano | Nie rozegrano | Nie rozegrano | Nie rozegrano | Nie rozegrano | Nie rozegrano | Nie rozegrano | Nie rozegrano | Nie rozegrano | Nie rozegrano | Nie rozegrano | Nie rozegrano | Nie rozegrano | Nie rozegrano | Nie rozegrano | Nie rozegrano | Nie rozegrano | Nie rozegrano | Nie rozegrano | Nie rozegrano | Nie rozegrano | 1R            | 3R            |               |
| European Masters             | LQ            | QF            | 1R            | 1R            | W             | NH            | 2R            | Nie roz.      | Nie roz.      | 2R            | QF            | QF            | SF            | F             | 1R            | NR            | Nie rozegrano | Nie rozegrano | Nie rozegrano | Nie rozegrano | Nie rozegrano | Nie rozegrano | Nie rozegrano | Nie rozegrano | QF            | 2R            | WD            | 2R            | 1R            | 2R            | LQ            | SF            | Nie roz.      | Nie roz.      |
| English Open                 | Nie rozegrano | Nie rozegrano | Nie rozegrano | Nie rozegrano | Nie rozegrano | Nie rozegrano | Nie rozegrano | Nie rozegrano | Nie rozegrano | Nie rozegrano | Nie rozegrano | Nie rozegrano | Nie rozegrano | Nie rozegrano | Nie rozegrano | Nie rozegrano | Nie rozegrano | Nie rozegrano | Nie rozegrano | Nie rozegrano | Nie rozegrano | Nie rozegrano | Nie rozegrano | Nie rozegrano | QF            | 4R            | 4R            | A             | SF            | F             | 3R            | SF            | 3R            |               |
| British Open                 | QF            | 2R            | W             | F             | 1R            | W             | SF            | QF            | 3R            | W             | QF            | QF            | W             | Nie rozegrano | Nie rozegrano | Nie rozegrano | Nie rozegrano | Nie rozegrano | Nie rozegrano | Nie rozegrano | Nie rozegrano | Nie rozegrano | Nie rozegrano | Nie rozegrano | Nie rozegrano | Nie rozegrano | Nie rozegrano | Nie rozegrano | Nie rozegrano | 3R            | 1R            | 1R            | F             |               |
| Xi’an Grand Prix             | Nie rozegrano | Nie rozegrano | Nie rozegrano | Nie rozegrano | Nie rozegrano | Nie rozegrano | Nie rozegrano | Nie rozegrano | Nie rozegrano | Nie rozegrano | Nie rozegrano | Nie rozegrano | Nie rozegrano | Nie rozegrano | Nie rozegrano | Nie rozegrano | Nie rozegrano | Nie rozegrano | Nie rozegrano | Nie rozegrano | Nie rozegrano | Nie rozegrano | Nie rozegrano | Nie rozegrano | Nie rozegrano | Nie rozegrano | Nie rozegrano | Nie rozegrano | Nie rozegrano | Nie rozegrano | Nie rozegrano | Nie rozegrano | 1R            |               |
| Northern Ireland Open        | Nie rozegrano | Nie rozegrano | Nie rozegrano | Nie rozegrano | Nie rozegrano | Nie rozegrano | Nie rozegrano | Nie rozegrano | Nie rozegrano | Nie rozegrano | Nie rozegrano | Nie rozegrano | Nie rozegrano | Nie rozegrano | Nie rozegrano | Nie rozegrano | Nie rozegrano | Nie rozegrano | Nie rozegrano | Nie rozegrano | Nie rozegrano | Nie rozegrano | Nie rozegrano | Nie rozegrano | 4R            | 3R            | 1R            | SF            | 4R            | F             | 2R            | A             | 2R            |               |
| International Championship   | Nie rozegrano | Nie rozegrano | Nie rozegrano | Nie rozegrano | Nie rozegrano | Nie rozegrano | Nie rozegrano | Nie rozegrano | Nie rozegrano | Nie rozegrano | Nie rozegrano | Nie rozegrano | Nie rozegrano | Nie rozegrano | Nie rozegrano | Nie rozegrano | Nie rozegrano | Nie rozegrano | Nie rozegrano | Nie rozegrano | 1R            | 3R            | 1R            | W             | QF            | QF            | LQ            | 3R            | Nie roz.      | Nie roz.      | Nie roz.      | 3R            | QF            |               |
| UK Championship              | LQ            | LQ            | LQ            | SF            | F             | 1R            | W             | SF            | W             | QF            | QF            | 2R            | 2R            | 3R            | SF            | 1R            | QF            | F             | W             | 2R            | 2R            | 4R            | 4R            | QF            | QF            | 4R            | 2R            | QF            | 4R            | 3R            | 1R            | 2R            | 2R            |               |
| Shoot Out                    | Nie rozegrano | Nie rozegrano | Nie rozegrano | Nie rozegrano | Nie rozegrano | Nie rozegrano | Nie rozegrano | Nie rozegrano | Nie rozegrano | Nie rozegrano | Nie rozegrano | Nie rozegrano | Nie rozegrano | Nie rozegrano | Nie rozegrano | Nie rozegrano | Nie rozegrano | Nie rozegrano | Nie-rank.     | Nie-rank.     | Nie-rank.     | Nie-rank.     | Nie-rank.     | Nie-rank.     | A             | A             | A             | A             | 2R            | A             | A             | A             | A             |               |
| Scottish Open                | LQ            | LQ            | W             | W             | SF            | F             | SF            | QF            | 3R            | 2R            | SF            | 2R            | Nie rozegrano | Nie rozegrano | Nie rozegrano | Nie rozegrano | Nie rozegrano | Nie rozegrano | Nie rozegrano | Nie rozegrano | MR            | Nie roz.      | Nie roz.      | Nie roz.      | F             | SF            | 4R            | 4R            | 2R            | F             | 2R            | SF            | 2R            |               |
| German Masters               | Nie roz.      | Nie roz.      | Nie roz.      | W             | SF            | W             | NR            | Nie rozegrano | Nie rozegrano | Nie rozegrano | Nie rozegrano | Nie rozegrano | Nie rozegrano | Nie rozegrano | Nie rozegrano | Nie rozegrano | Nie rozegrano | Nie rozegrano | WD            | 2R            | LQ            | 2R            | 1R            | LQ            | LQ            | A             | 1R            | 1R            | 1R            | LQ            | LQ            | QF            | 2R            |               |
| World Grand Prix             | Nie rozegrano | Nie rozegrano | Nie rozegrano | Nie rozegrano | Nie rozegrano | Nie rozegrano | Nie rozegrano | Nie rozegrano | Nie rozegrano | Nie rozegrano | Nie rozegrano | Nie rozegrano | Nie rozegrano | Nie rozegrano | Nie rozegrano | Nie rozegrano | Nie rozegrano | Nie rozegrano | Nie rozegrano | Nie rozegrano | Nie rozegrano | Nie rozegrano | NR            | 2R            | 1R            | 2R            | 1R            | QF            | 2R            | 1R            | DNQ           | 1R            | QF            |               |
| Players Championship         | Nie rozegrano | Nie rozegrano | Nie rozegrano | Nie rozegrano | Nie rozegrano | Nie rozegrano | Nie rozegrano | Nie rozegrano | Nie rozegrano | Nie rozegrano | Nie rozegrano | Nie rozegrano | Nie rozegrano | Nie rozegrano | Nie rozegrano | Nie rozegrano | Nie rozegrano | Nie rozegrano | DNQ           | 1R            | 1R            | QF            | 1R            | DNQ           | 1R            | 1R            | QF            | QF            | W             | QF            | DNQ           | DNQ           | SF            |               |
| Welsh Open                   | LQ            | LQ            | F             | 3R            | QF            | F             | 3R            | W             | QF            | QF            | 2R            | 3R            | 3R            | 3R            | 2R            | QF            | 2R            | W             | W             | 2R            | 2R            | QF            | W             | 4R            | 1R            | W             | QF            | QF            | 3R            | 2R            | 3R            | SF            | QF            |               |
| Turkish Masters              | Nie rozegrano | Nie rozegrano | Nie rozegrano | Nie rozegrano | Nie rozegrano | Nie rozegrano | Nie rozegrano | Nie rozegrano | Nie rozegrano | Nie rozegrano | Nie rozegrano | Nie rozegrano | Nie rozegrano | Nie rozegrano | Nie rozegrano | Nie rozegrano | Nie rozegrano | Nie rozegrano | Nie rozegrano | Nie rozegrano | Nie rozegrano | Nie rozegrano | Nie rozegrano | Nie rozegrano | Nie rozegrano | Nie rozegrano | Nie rozegrano | Nie rozegrano | Nie rozegrano | 3R            | Nie roz.      | Nie roz.      | Nie roz.      | Nie roz.      |
| China Open                   | Nie rozegrano | Nie rozegrano | Nie rozegrano | Nie rozegrano | Nie rozegrano | NR            | W             | 1R            | 1R            | SF            | Nie roz.      | Nie roz.      | 2R            | F             | QF            | QF            | F             | 2R            | QF            | 2R            | 1R            | 3R            | QF            | SF            | 3R            | 2R            | 1R            | Nie rozegrano | Nie rozegrano | Nie rozegrano | Nie rozegrano | Nie rozegrano | Nie rozegrano | Nie rozegrano |
| WST Pro Series               | Nie rozegrano | Nie rozegrano | Nie rozegrano | Nie rozegrano | Nie rozegrano | Nie rozegrano | Nie rozegrano | Nie rozegrano | Nie rozegrano | Nie rozegrano | Nie rozegrano | Nie rozegrano | Nie rozegrano | Nie rozegrano | Nie rozegrano | Nie rozegrano | Nie rozegrano | Nie rozegrano | Nie rozegrano | Nie rozegrano | Nie rozegrano | Nie rozegrano | Nie rozegrano | Nie rozegrano | Nie rozegrano | Nie rozegrano | Nie rozegrano | Nie rozegrano | A             | Nie roz.      | Nie roz.      | Nie roz.      | Nie roz.      | Nie roz.      |
| Indian Open                  | Nie rozegrano | Nie rozegrano | Nie rozegrano | Nie rozegrano | Nie rozegrano | Nie rozegrano | Nie rozegrano | Nie rozegrano | Nie rozegrano | Nie rozegrano | Nie rozegrano | Nie rozegrano | Nie rozegrano | Nie rozegrano | Nie rozegrano | Nie rozegrano | Nie rozegrano | Nie rozegrano | Nie rozegrano | Nie rozegrano | Nie rozegrano | 3R            | 3R            | NH            | A             | W             | SF            | Nie rozegrano | Nie rozegrano | Nie rozegrano | Nie rozegrano | Nie rozegrano | Nie rozegrano | Nie rozegrano |
| Gibraltar Open               | Nie rozegrano | Nie rozegrano | Nie rozegrano | Nie rozegrano | Nie rozegrano | Nie rozegrano | Nie rozegrano | Nie rozegrano | Nie rozegrano | Nie rozegrano | Nie rozegrano | Nie rozegrano | Nie rozegrano | Nie rozegrano | Nie rozegrano | Nie rozegrano | Nie rozegrano | Nie rozegrano | Nie rozegrano | Nie rozegrano | Nie rozegrano | Nie rozegrano | Nie rozegrano | MR            | 2R            | A             | A             | 1R            | A             | 3R            | Nie roz.      | Nie roz.      | Nie roz.      | Nie roz.      |
| World Open                   | 3R            | 3R            | W             | F             | 3R            | F             | 1R            | W             | WD            | QF            | 3R            | F             | 1R            | W             | QF            | 2R            | W             | SF            | A             | QF            | SF            | QF            | Nie roz.      | Nie roz.      | QF            | 3R            | A             | SF            | Nie roz.      | Nie roz.      | Nie roz.      | 1R            | W             |               |
| Tour Championship            | Nie rozegrano | Nie rozegrano | Nie rozegrano | Nie rozegrano | Nie rozegrano | Nie rozegrano | Nie rozegrano | Nie rozegrano | Nie rozegrano | Nie rozegrano | Nie rozegrano | Nie rozegrano | Nie rozegrano | Nie rozegrano | Nie rozegrano | Nie rozegrano | Nie rozegrano | Nie rozegrano | Nie rozegrano | Nie rozegrano | Nie rozegrano | Nie rozegrano | Nie rozegrano | Nie rozegrano | Nie rozegrano | Nie rozegrano | DNQ           | QF            | QF            | F             | DNQ           | 1R            | W             |               |
| Mistrzostwa świata           | LQ            | LQ            | 1R            | QF            | QF            | W             | SF            | SF            | F             | QF            | QF            | 2R            | 2R            | 1R            | W             | 2R            | W             | 2R            | W             | 2R            | 1R            | 1R            | 2R            | QF            | F             | F             | F             | 2R            | 2R            | SF            | QF            | QF            | QF            |               |

### Turnieje nierankingowe
| Turnieje                    | 1992/ 93      | 1993/ 94      | 1994/ 95      | 1995/ 96      | 1996/ 97      | 1997/ 98      | 1998/ 99      | 1999/ 00      | 2000/ 01      | 2001/ 02      | 2002/ 03      | 2003/ 04      | 2004/ 05      | 2005/ 06      | 2006/ 07      | 2007/ 08      | 2008/ 09      | 2009/ 10      | 2010/ 11      | 2011/ 12      | 2012/ 13      | 2013/ 14      | 2014/ 15      | 2015/ 16      | 2016/ 17      | 2017/ 18 | 2018/ 19      | 2019/ 20      | 2020/ 21      | 2021/ 22      | 2022/ 23 | 2023/ 24 | 2024/ 25 | 2025/ 26 |
| --------------------------- | ------------- | ------------- | ------------- | ------------- | ------------- | ------------- | ------------- | ------------- | ------------- | ------------- | ------------- | ------------- | ------------- | ------------- | ------------- | ------------- | ------------- | ------------- | ------------- | ------------- | ------------- | ------------- | ------------- | ------------- | ------------- | -------- | ------------- | ------------- | ------------- | ------------- | -------- | -------- | -------- | -------- |
| Paul Hunter Classic         | Nie rozegrano | Nie rozegrano | Nie rozegrano | Nie rozegrano | Nie rozegrano | Nie rozegrano | Nie rozegrano | Nie rozegrano | Nie rozegrano | Nie rozegrano | Nie rozegrano | Nie rozegrano | Pro-am Event  | Pro-am Event  | Pro-am Event  | Pro-am Event  | Pro-am Event  | Pro-am Event  | Minor-Rank.   | Minor-Rank.   | Minor-Rank.   | Minor-Rank.   | Minor-Rank.   | Minor-Rank.   | Rank.         | Rank.    | Rank.         | A             | Nie roz.      | Nie roz.      | Nie roz. | Nie roz. | Nie roz. | Nie roz. |
| Shanghai Masters            | Nie rozegrano | Nie rozegrano | Nie rozegrano | Nie rozegrano | Nie rozegrano | Nie rozegrano | Nie rozegrano | Nie rozegrano | Nie rozegrano | Nie rozegrano | Nie rozegrano | Nie rozegrano | Nie rozegrano | Nie rozegrano | Nie rozegrano | Rank.         | Rank.         | Rank.         | Rank.         | Rank.         | Rank.         | Rank.         | Rank.         | Rank.         | Rank.         | Rank.    | 2R            | 1R            | Nie roz.      | Nie roz.      | Nie roz. | QF       | 2R       | 2R       |
| Hong Kong Masters           | Nie rozegrano | Nie rozegrano | Nie rozegrano | Nie rozegrano | Nie rozegrano | Nie rozegrano | Nie rozegrano | Nie rozegrano | Nie rozegrano | Nie rozegrano | Nie rozegrano | Nie rozegrano | Nie rozegrano | Nie rozegrano | Nie rozegrano | Nie rozegrano | Nie rozegrano | Nie rozegrano | Nie rozegrano | Nie rozegrano | Nie rozegrano | Nie rozegrano | Nie rozegrano | Nie rozegrano | Nie rozegrano | QF       | Nie rozegrano | Nie rozegrano | Nie rozegrano | Nie rozegrano | SF       | Nie roz. | Nie roz. | Nie roz. |
| Champion of Champions       | Nie rozegrano | Nie rozegrano | Nie rozegrano | Nie rozegrano | Nie rozegrano | Nie rozegrano | Nie rozegrano | Nie rozegrano | Nie rozegrano | Nie rozegrano | Nie rozegrano | Nie rozegrano | Nie rozegrano | Nie rozegrano | Nie rozegrano | Nie rozegrano | Nie rozegrano | Nie rozegrano | Nie rozegrano | Nie rozegrano | Nie rozegrano | 1R            | 1R            | QF            | W             | QF       | QF            | QF            | 1R            | F             | QF       | SF       | A        |          |
| The Masters                 | LQ            | LQ            | F             | 1R            | 1R            | 1R            | W             | 1R            | 1R            | 1R            | QF            | SF            | F             | W             | 1R            | 1R            | SF            | 1R            | 1R            | SF            | QF            | QF            | 1R            | QF            | 1R            | SF       | 1R            | QF            | F             | QF            | 1R       | 1R       | 1R       |          |
| Championship League Snooker | Nie rozegrano | Nie rozegrano | Nie rozegrano | Nie rozegrano | Nie rozegrano | Nie rozegrano | Nie rozegrano | Nie rozegrano | Nie rozegrano | Nie rozegrano | Nie rozegrano | Nie rozegrano | Nie rozegrano | Nie rozegrano | Nie rozegrano | A             | 2R            | 2R            | RR            | A             | 2R            | RR            | RR            | RR            | W             | W        | SF            | RR            | SF            | W             | W        | SF       | A        |          |

### Inne odmiany snookera
| Turnieje                                 | 1992/ 93      | 1993/ 94      | 1994/ 95      | 1995/ 96      | 1996/ 97      | 1997/ 98      | 1998/ 99      | 1999/ 00      | 2000/ 01      | 2001/ 02      | 2002/ 03      | 2003/ 04      | 2004/ 05      | 2005/ 06      | 2006/ 07      | 2007/ 08      | 2008/ 09 | 2009/ 10 | 2010/ 11 | 2011/ 12 | 2012/ 13 | 2013/ 14 | 2014/ 15 | 2015/ 16 | 2016/ 17 | 2017/ 18 | 2018/ 19 | 2019/ 20 | 2020/ 21 | 2021/ 22 | 2022/ 23 | 2023/ 24 | 2024/ 25 | 2025/ 26 |
| ---------------------------------------- | ------------- | ------------- | ------------- | ------------- | ------------- | ------------- | ------------- | ------------- | ------------- | ------------- | ------------- | ------------- | ------------- | ------------- | ------------- | ------------- | -------- | -------- | -------- | -------- | -------- | -------- | -------- | -------- | -------- | -------- | -------- | -------- | -------- | -------- | -------- | -------- | -------- | -------- |
| Mistrzostwa świata na sześciu czerwonych | Nie rozegrano | Nie rozegrano | Nie rozegrano | Nie rozegrano | Nie rozegrano | Nie rozegrano | Nie rozegrano | Nie rozegrano | Nie rozegrano | Nie rozegrano | Nie rozegrano | Nie rozegrano | Nie rozegrano | Nie rozegrano | Nie rozegrano | Nie rozegrano | A        | QF       | A        | NH       | A        | 2R       | QF       | RR       | A        | A        | A        | F        | Nie roz. | Nie roz. | QF       | Nie roz. | Nie roz. | Nie roz. |

### Byłe turnieje rankingowe
| Dubai Classic              | LQ            | LQ            | 2R            | QF            | 1R            | Nie rozegrano | Nie rozegrano | Nie rozegrano | Nie rozegrano | Nie rozegrano | Nie rozegrano | Nie rozegrano | Nie rozegrano | Nie rozegrano | Nie rozegrano | Nie rozegrano | Nie rozegrano | Nie rozegrano | Nie rozegrano | Nie rozegrano | Nie rozegrano | Nie rozegrano | Nie rozegrano | Nie rozegrano | Nie rozegrano | Nie rozegrano | Nie rozegrano | Nie rozegrano | Nie rozegrano | Nie rozegrano | Nie rozegrano | Nie rozegrano | Nie rozegrano | Nie rozegrano | Nie rozegrano | Nie rozegrano | Nie rozegrano |               |               |               |               |               |               |               |               |               |               |               |               |               |               |               |               |               |               |          |
| Malta Grand Prix           | Nie roz.      | Nie roz.      | Nie-rank.     | Nie-rank.     | Nie-rank.     | Nie-rank.     | Nie-rank.     | QF            | NR            | Nie rozegrano | Nie rozegrano | Nie rozegrano | Nie rozegrano | Nie rozegrano | Nie rozegrano | Nie rozegrano | Nie rozegrano | Nie rozegrano | Nie rozegrano | Nie rozegrano | Nie rozegrano | Nie rozegrano | Nie rozegrano | Nie rozegrano | Nie rozegrano | Nie rozegrano | Nie rozegrano | Nie rozegrano | Nie rozegrano | Nie rozegrano | Nie rozegrano | Nie rozegrano | Nie rozegrano | Nie rozegrano | Nie rozegrano | Nie rozegrano | Nie rozegrano | Nie rozegrano | Nie rozegrano | Nie rozegrano | Nie rozegrano |               |               |               |               |               |               |               |               |               |               |               |               |               |               |          |
| Thailand Masters           | LQ            | LQ            | 1R            | QF            | 1R            | 1R            | QF            | 1R            | SF            | QF            | NR            | Nie roz.      | Nie roz.      | Nie roz.      | NR            | Nie rozegrano | Nie rozegrano | Nie rozegrano | Nie rozegrano | Nie rozegrano | Nie rozegrano | Nie rozegrano | Nie rozegrano | Nie rozegrano | Nie rozegrano | Nie rozegrano | Nie rozegrano | Nie rozegrano | Nie rozegrano | Nie rozegrano | Nie rozegrano | Nie rozegrano | Nie rozegrano | Nie rozegrano | Nie rozegrano | Nie rozegrano | Nie rozegrano | Nie rozegrano | Nie rozegrano | Nie rozegrano | Nie rozegrano | Nie rozegrano | Nie rozegrano | Nie rozegrano | Nie rozegrano | Nie rozegrano | Nie rozegrano |               |               |               |               |               |               |               |               |          |
| Irish Masters              | Nie-rank.     | Nie-rank.     | Nie-rank.     | Nie-rank.     | Nie-rank.     | Nie-rank.     | Nie-rank.     | Nie-rank.     | Nie-rank.     | Nie-rank.     | F             | QF            | 1R            | NH            | NR            | Nie rozegrano | Nie rozegrano | Nie rozegrano | Nie rozegrano | Nie rozegrano | Nie rozegrano | Nie rozegrano | Nie rozegrano | Nie rozegrano | Nie rozegrano | Nie rozegrano | Nie rozegrano | Nie rozegrano | Nie rozegrano | Nie rozegrano | Nie rozegrano | Nie rozegrano | Nie rozegrano | Nie rozegrano | Nie rozegrano | Nie rozegrano | Nie rozegrano | Nie rozegrano | Nie rozegrano | Nie rozegrano | Nie rozegrano | Nie rozegrano | Nie rozegrano | Nie rozegrano | Nie rozegrano | Nie rozegrano | Nie rozegrano |               |               |               |               |               |               |               |               |          |
| Northern Ireland Trophy    | Nie rozegrano | Nie rozegrano | Nie rozegrano | Nie rozegrano | Nie rozegrano | Nie rozegrano | Nie rozegrano | Nie rozegrano | Nie rozegrano | Nie rozegrano | Nie rozegrano | Nie rozegrano | Nie rozegrano | NR            | 3R            | 2R            | SF            | Nie rozegrano | Nie rozegrano | Nie rozegrano | Nie rozegrano | Nie rozegrano | Nie rozegrano | Nie rozegrano | Nie rozegrano | Nie rozegrano | Nie rozegrano | Nie rozegrano | Nie rozegrano | Nie rozegrano | Nie rozegrano | Nie rozegrano | Nie rozegrano | Nie rozegrano | Nie rozegrano | Nie rozegrano | Nie rozegrano | Nie rozegrano | Nie rozegrano | Nie rozegrano | Nie rozegrano | Nie rozegrano | Nie rozegrano | Nie rozegrano | Nie rozegrano | Nie rozegrano | Nie rozegrano | Nie rozegrano | Nie rozegrano |               |               |               |               |               |               |          |
| Wuxi Classic               | Nie rozegrano | Nie rozegrano | Nie rozegrano | Nie rozegrano | Nie rozegrano | Nie rozegrano | Nie rozegrano | Nie rozegrano | Nie rozegrano | Nie rozegrano | Nie rozegrano | Nie rozegrano | Nie rozegrano | Nie rozegrano | Nie rozegrano | Nie rozegrano | Nie-rank.     | Nie-rank.     | Nie-rank.     | Nie-rank.     | A             | F             | 2R            | Nie rozegrano | Nie rozegrano | Nie rozegrano | Nie rozegrano | Nie rozegrano | Nie rozegrano | Nie rozegrano | Nie rozegrano | Nie rozegrano | Nie rozegrano | Nie rozegrano | Nie rozegrano | Nie rozegrano | Nie rozegrano | Nie rozegrano | Nie rozegrano | Nie rozegrano | Nie rozegrano | Nie rozegrano | Nie rozegrano | Nie rozegrano | Nie rozegrano | Nie rozegrano | Nie rozegrano | Nie rozegrano | Nie rozegrano | Nie rozegrano | Nie rozegrano | Nie rozegrano | Nie rozegrano | Nie rozegrano | Nie rozegrano |          |
| Australian Goldfields Open | Nie roz.      | Nie roz.      | NR            | NR            | Nie rozegrano | Nie rozegrano | Nie rozegrano | Nie rozegrano | Nie rozegrano | Nie rozegrano | Nie rozegrano | Nie rozegrano | Nie rozegrano | Nie rozegrano | Nie rozegrano | Nie rozegrano | Nie rozegrano | Nie rozegrano | Nie rozegrano | 1R            | A             | A             | 2R            | W             | Nie roz.      | Nie roz.      | Nie roz.      | Nie roz.      | Nie roz.      | Nie roz.      | Nie roz.      | Nie roz.      | Nie roz.      | Nie roz.      | Nie roz.      | Nie roz.      | Nie roz.      | Nie roz.      | Nie roz.      | Nie roz.      | Nie roz.      | Nie roz.      | Nie roz.      | Nie roz.      | Nie roz.      | Nie roz.      | Nie roz.      | Nie roz.      | Nie roz.      | Nie roz.      | Nie roz.      | Nie roz.      | Nie roz.      | Nie roz.      | Nie roz.      | Nie roz. |
| Shanghai Masters           | Nie rozegrano | Nie rozegrano | Nie rozegrano | Nie rozegrano | Nie rozegrano | Nie rozegrano | Nie rozegrano | Nie rozegrano | Nie rozegrano | Nie rozegrano | Nie rozegrano | Nie rozegrano | Nie rozegrano | Nie rozegrano | Nie rozegrano | 2R            | 2R            | SF            | A             | QF            | W             | 2R            | 1R            | 2R            | 2R            | SF            | Nie-rank.     | Nie-rank.     | Nie-rank.     | Nie-rank.     | Nie-rank.     | Nie-rank.     | Nie-rank.     | Nie-rank.     |               |               |               |               |               |               |               |               |               |               |               |               |               |               |               |               |               |               |               |               |               |          |
| Paul Hunter Classic        | Nie rozegrano | Nie rozegrano | Nie rozegrano | Nie rozegrano | Nie rozegrano | Nie rozegrano | Nie rozegrano | Nie rozegrano | Nie rozegrano | Nie rozegrano | Nie rozegrano | Nie rozegrano | Pro-am Event  | Pro-am Event  | Pro-am Event  | Pro-am Event  | Pro-am Event  | Pro-am Event  | Minor-Rank.   | Minor-Rank.   | Minor-Rank.   | Minor-Rank.   | Minor-Rank.   | Minor-Rank.   | A             | A             | A             | Nie-rank.     | Nie-rank.     | Nie-rank.     | Nie-rank.     | Nie-rank.     | Nie-rank.     | Nie-rank.     |               |               |               |               |               |               |               |               |               |               |               |               |               |               |               |               |               |               |               |               |               |          |

### Byłe turnieje nierankingowe
| Australian Goldfields Open         | Nie roz.      | Nie roz.      | W             | A             | Nie rozegrano | Nie rozegrano | Nie rozegrano | Nie rozegrano | Nie rozegrano | Nie rozegrano | Nie rozegrano | Nie rozegrano | Nie rozegrano | Nie rozegrano | Nie rozegrano | Nie rozegrano | Nie rozegrano | Nie rozegrano | Nie rozegrano | Ranking       | Ranking       | Ranking       | Ranking       | Ranking       | Nie roz.      | Nie roz.      | Nie roz.      | Nie roz.      | Nie roz.      | Nie roz.      | Nie roz.      | Nie roz.      | Nie roz.      | Nie roz.      | Nie roz.      | Nie roz.      | Nie roz.      | Nie roz.      | Nie roz.      | Nie roz.      | Nie roz.      | Nie roz.      | Nie roz.      | Nie roz.      | Nie roz.      | Nie roz.      | Nie roz.      | Nie roz.      | Nie roz.      | Nie roz.      | Nie roz.      | Nie roz.      | Nie roz.      | Nie roz. | Nie roz. | Nie roz. |
| German Masters                     | Nie roz.      | Nie roz.      | Nie roz.      | Rank.         | Rank.         | Rank.         | QF            | Nie rozegrano | Nie rozegrano | Nie rozegrano | Nie rozegrano | Nie rozegrano | Nie rozegrano | Nie rozegrano | Nie rozegrano | Nie rozegrano | Nie rozegrano | Nie rozegrano | Rank.         | Rank.         | Rank.         | Rank.         | Rank.         | Rank.         | Rank.         | Rank.         | Rank.         | Rank.         | Rank.         | Rank.         | Rank.         | Rank.         | Rank.         | Rank.         | Rank.         | Rank.         | Rank.         | Rank.         | Rank.         | Rank.         | Rank.         | Rank.         | Rank.         | Rank.         | Rank.         | Rank.         | Rank.         | Rank.         | Rank.         | Rank.         |               |               |               |          |          |          |
| Malta Grand Prix                   | Nie roz.      | Nie roz.      | A             | F             | A             | F             | QF            | R             | SF            | Nie rozegrano | Nie rozegrano | Nie rozegrano | Nie rozegrano | Nie rozegrano | Nie rozegrano | Nie rozegrano | Nie rozegrano | Nie rozegrano | Nie rozegrano | Nie rozegrano | Nie rozegrano | Nie rozegrano | Nie rozegrano | Nie rozegrano | Nie rozegrano | Nie rozegrano | Nie rozegrano | Nie rozegrano | Nie rozegrano | Nie rozegrano | Nie rozegrano | Nie rozegrano | Nie rozegrano | Nie rozegrano | Nie rozegrano | Nie rozegrano | Nie rozegrano | Nie rozegrano | Nie rozegrano | Nie rozegrano | Nie rozegrano |               |               |               |               |               |               |               |               |               |               |               |               |          |          |          |
| Champions Cup                      | Nie roz.      | Nie roz.      | A             | F             | QF            | W             | W             | SF            | SF            | W             | Nie rozegrano | Nie rozegrano | Nie rozegrano | Nie rozegrano | Nie rozegrano | Nie rozegrano | Nie rozegrano | Nie rozegrano | Nie rozegrano | Nie rozegrano | Nie rozegrano | Nie rozegrano | Nie rozegrano | Nie rozegrano | Nie rozegrano | Nie rozegrano | Nie rozegrano | Nie rozegrano | Nie rozegrano | Nie rozegrano | Nie rozegrano | Nie rozegrano | Nie rozegrano | Nie rozegrano | Nie rozegrano | Nie rozegrano | Nie rozegrano | Nie rozegrano | Nie rozegrano | Nie rozegrano | Nie rozegrano | Nie rozegrano |               |               |               |               |               |               |               |               |               |               |               |          |          |          |
| Scottish Masters                   | 1R            | A             | A             | QF            | SF            | SF            | F             | F             | QF            | W             | F             | Nie rozegrano | Nie rozegrano | Nie rozegrano | Nie rozegrano | Nie rozegrano | Nie rozegrano | Nie rozegrano | Nie rozegrano | Nie rozegrano | Nie rozegrano | Nie rozegrano | Nie rozegrano | Nie rozegrano | Nie rozegrano | Nie rozegrano | Nie rozegrano | Nie rozegrano | Nie rozegrano | Nie rozegrano | Nie rozegrano | Nie rozegrano | Nie rozegrano | Nie rozegrano | Nie rozegrano | Nie rozegrano | Nie rozegrano | Nie rozegrano | Nie rozegrano | Nie rozegrano | Nie rozegrano | Nie rozegrano | Nie rozegrano |               |               |               |               |               |               |               |               |               |               |          |          |          |
| Northern Ireland Trophy            | Nie rozegrano | Nie rozegrano | Nie rozegrano | Nie rozegrano | Nie rozegrano | Nie rozegrano | Nie rozegrano | Nie rozegrano | Nie rozegrano | Nie rozegrano | Nie rozegrano | Nie rozegrano | Nie rozegrano | 1R            | Rank.         | Rank.         | Rank.         | Nie rozegrano | Nie rozegrano | Nie rozegrano | Nie rozegrano | Nie rozegrano | Nie rozegrano | Nie rozegrano | Nie rozegrano | Nie rozegrano | Nie rozegrano | Nie rozegrano | Nie rozegrano | Nie rozegrano | Nie rozegrano | Nie rozegrano | Nie rozegrano | Nie rozegrano | Nie rozegrano | Nie rozegrano | Nie rozegrano | Nie rozegrano | Nie rozegrano | Nie rozegrano | Nie rozegrano | Nie rozegrano | Nie rozegrano | Nie rozegrano | Nie rozegrano | Nie rozegrano | Nie rozegrano | Nie rozegrano | Nie rozegrano |               |               |               |               |          |          |          |
| Irish Masters                      | A             | A             | A             | 1R            | QF            | SF            | QF            | W             | QF            | W             | Rank.         | Rank.         | Rank.         | NH            | SF            | Nie rozegrano | Nie rozegrano | Nie rozegrano | Nie rozegrano | Nie rozegrano | Nie rozegrano | Nie rozegrano | Nie rozegrano | Nie rozegrano | Nie rozegrano | Nie rozegrano | Nie rozegrano | Nie rozegrano | Nie rozegrano | Nie rozegrano | Nie rozegrano | Nie rozegrano | Nie rozegrano | Nie rozegrano | Nie rozegrano | Nie rozegrano | Nie rozegrano | Nie rozegrano | Nie rozegrano | Nie rozegrano | Nie rozegrano | Nie rozegrano | Nie rozegrano | Nie rozegrano | Nie rozegrano | Nie rozegrano | Nie rozegrano |               |               |               |               |               |               |          |          |          |
| Pot Black                          | A             | A             | Nie rozegrano | Nie rozegrano | Nie rozegrano | Nie rozegrano | Nie rozegrano | Nie rozegrano | Nie rozegrano | Nie rozegrano | Nie rozegrano | Nie rozegrano | Nie rozegrano | SF            | F             | QF            | Nie rozegrano | Nie rozegrano | Nie rozegrano | Nie rozegrano | Nie rozegrano | Nie rozegrano | Nie rozegrano | Nie rozegrano | Nie rozegrano | Nie rozegrano | Nie rozegrano | Nie rozegrano | Nie rozegrano | Nie rozegrano | Nie rozegrano | Nie rozegrano | Nie rozegrano | Nie rozegrano | Nie rozegrano | Nie rozegrano | Nie rozegrano | Nie rozegrano | Nie rozegrano | Nie rozegrano | Nie rozegrano | Nie rozegrano | Nie rozegrano | Nie rozegrano | Nie rozegrano | Nie rozegrano | Nie rozegrano | Nie rozegrano |               |               |               |               |               |          |          |          |
| European Open                      | Ranking       | Ranking       | Ranking       | Ranking       | Ranking       | Nie rozegrano | Nie rozegrano | Nie rozegrano | Nie rozegrano | Ranking       | Ranking       | Ranking       | Ranking       | Ranking       | Ranking       | SF            | Nie rozegrano | Nie rozegrano | Nie rozegrano | Nie rozegrano | Nie rozegrano | Nie rozegrano | Nie rozegrano | Nie rozegrano | Ranking       | Ranking       | Ranking       | Ranking       | Ranking       | Ranking       | Ranking       | Ranking       | Ranking       | Ranking       | Ranking       | Ranking       | Ranking       | Ranking       | Ranking       |               |               |               |               |               |               |               |               |               |               |               |               |               |               |          |          |          |
| Scottish Professional Championship | Nie rozegrano | Nie rozegrano | Nie rozegrano | Nie rozegrano | Nie rozegrano | Nie rozegrano | Nie rozegrano | Nie rozegrano | Nie rozegrano | Nie rozegrano | Nie rozegrano | Nie rozegrano | Nie rozegrano | Nie rozegrano | Nie rozegrano | Nie rozegrano | Nie rozegrano | Nie rozegrano | W             | Nie rozegrano | Nie rozegrano | Nie rozegrano | Nie rozegrano | Nie rozegrano | Nie rozegrano | Nie rozegrano | Nie rozegrano | Nie rozegrano | Nie rozegrano | Nie rozegrano | Nie rozegrano | Nie rozegrano | Nie rozegrano | Nie rozegrano | Nie rozegrano | Nie rozegrano | Nie rozegrano | Nie rozegrano | Nie rozegrano | Nie rozegrano | Nie rozegrano | Nie rozegrano | Nie rozegrano | Nie rozegrano | Nie rozegrano | Nie rozegrano | Nie rozegrano | Nie rozegrano | Nie rozegrano | Nie rozegrano | Nie rozegrano |               |               |          |          |          |
| Premier League                     | A             | A             | A             | A             | RR            | SF            | W             | SF            | SF            | F             | RR            | F             | A             | A             | A             | F             | RR            | SF            | A             | RR            | SF            | Nie rozegrano | Nie rozegrano | Nie rozegrano | Nie rozegrano | Nie rozegrano | Nie rozegrano | Nie rozegrano | Nie rozegrano | Nie rozegrano | Nie rozegrano | Nie rozegrano | Nie rozegrano | Nie rozegrano | Nie rozegrano | Nie rozegrano | Nie rozegrano | Nie rozegrano | Nie rozegrano | Nie rozegrano | Nie rozegrano | Nie rozegrano | Nie rozegrano | Nie rozegrano | Nie rozegrano | Nie rozegrano | Nie rozegrano | Nie rozegrano | Nie rozegrano | Nie rozegrano | Nie rozegrano | Nie rozegrano | Nie rozegrano |          |          |          |
| World Grand Prix                   | Nie rozegrano | Nie rozegrano | Nie rozegrano | Nie rozegrano | Nie rozegrano | Nie rozegrano | Nie rozegrano | Nie rozegrano | Nie rozegrano | Nie rozegrano | Nie rozegrano | Nie rozegrano | Nie rozegrano | Nie rozegrano | Nie rozegrano | Nie rozegrano | Nie rozegrano | Nie rozegrano | Nie rozegrano | Nie rozegrano | Nie rozegrano | Nie rozegrano | 1R            | Ranking       | Ranking       | Ranking       | Ranking       | Ranking       | Ranking       | Ranking       | Ranking       | Ranking       | Ranking       | Ranking       | Ranking       | Ranking       | Ranking       | Ranking       | Ranking       | Ranking       | Ranking       | Ranking       | Ranking       | Ranking       | Ranking       | Ranking       | Ranking       | Ranking       | Ranking       | Ranking       | Ranking       | Ranking       | Ranking       | Ranking  | Ranking  |          |
| Shoot Out                          | Nie rozegrano | Nie rozegrano | Nie rozegrano | Nie rozegrano | Nie rozegrano | Nie rozegrano | Nie rozegrano | Nie rozegrano | Nie rozegrano | Nie rozegrano | Nie rozegrano | Nie rozegrano | Nie rozegrano | Nie rozegrano | Nie rozegrano | Nie rozegrano | Nie rozegrano | Nie rozegrano | 2R            | 2R            | 1R            | 1R            | 1R            | 1R            | Ranking       | Ranking       | Ranking       | Ranking       | Ranking       | Ranking       | Ranking       | Ranking       | Ranking       | Ranking       | Ranking       | Ranking       | Ranking       | Ranking       | Ranking       | Ranking       | Ranking       | Ranking       | Ranking       | Ranking       | Ranking       | Ranking       | Ranking       | Ranking       | Ranking       | Ranking       | Ranking       | Ranking       | Ranking       | Ranking  | Ranking  | Ranking  |
| China Championship                 | Nie rozegrano | Nie rozegrano | Nie rozegrano | Nie rozegrano | Nie rozegrano | Nie rozegrano | Nie rozegrano | Nie rozegrano | Nie rozegrano | Nie rozegrano | Nie rozegrano | Nie rozegrano | Nie rozegrano | Nie rozegrano | Nie rozegrano | Nie rozegrano | Nie rozegrano | Nie rozegrano | Nie rozegrano | Nie rozegrano | Nie rozegrano | Nie rozegrano | Nie rozegrano | Nie rozegrano | W             | Ranking       | Ranking       | Ranking       | Ranking       | Ranking       | Ranking       | Ranking       | Ranking       | Ranking       |               |               |               |               |               |               |               |               |               |               |               |               |               |               |               |               |               |               |               |          |          |          |
| Romanian Masters                   | Nie rozegrano | Nie rozegrano | Nie rozegrano | Nie rozegrano | Nie rozegrano | Nie rozegrano | Nie rozegrano | Nie rozegrano | Nie rozegrano | Nie rozegrano | Nie rozegrano | Nie rozegrano | Nie rozegrano | Nie rozegrano | Nie rozegrano | Nie rozegrano | Nie rozegrano | Nie rozegrano | Nie rozegrano | Nie rozegrano | Nie rozegrano | Nie rozegrano | Nie rozegrano | Nie rozegrano | Nie rozegrano | QF            | Nie rozegrano | Nie rozegrano | Nie rozegrano | Nie rozegrano | Nie rozegrano | Nie rozegrano | Nie rozegrano | Nie rozegrano |               |               |               |               |               |               |               |               |               |               |               |               |               |               |               |               |               |               |               |          |          |          |

| Legenda tabeli wyników              | Legenda tabeli wyników       | Legenda tabeli wyników                     | Legenda tabeli wyników                                                              | Legenda tabeli wyników                     | Legenda tabeli wyników                     |
| ----------------------------------- | ---------------------------- | ------------------------------------------ | ----------------------------------------------------------------------------------- | ------------------------------------------ | ------------------------------------------ |
| LQ                                  | odpadnięcie w kwalifikacjach | #R                                         | odpadnięcie we wczesnej fazie turnieju (WR = runda dzikich kart, RR = faza grupowa) | QF                                         | przegrana w ćwierćfinale                   |
| SF                                  | przegrana w półfinale        | F                                          | przegrana w finale                                                                  | W                                          | zwycięstwo                                 |
| DNQ                                 | nie zakwalifikował/a się     | A                                          | nie brał/a udziału                                                                  | WD                                         | zrezygnował/a w trakcie turnieju           |
| Legenda oznaczeń w tabelach wyników |                              |                                            |                                                                                     |                                            |                                            |
| NH / Nie roz.                       | NH / Nie roz.                | Turniej nie odbył się.                     | Turniej nie odbył się.                                                              | Turniej nie odbył się.                     | Turniej nie odbył się.                     |
| NR / Nie-rank.                      | NR / Nie-rank.               | Turniej nie był zaliczany jako rankingowy. | Turniej nie był zaliczany jako rankingowy.                                          | Turniej nie był zaliczany jako rankingowy. | Turniej nie był zaliczany jako rankingowy. |
| R / Rank.                           | R / Rank.                    | Turniej był zaliczany jako rankingowy.     | Turniej był zaliczany jako rankingowy.                                              | Turniej był zaliczany jako rankingowy.     | Turniej był zaliczany jako rankingowy.     |
| MR / Minor-Rank.                    | MR / Minor-Rank.             | Turniej był zaliczany jako minor ranking.  | Turniej był zaliczany jako minor ranking.                                           | Turniej był zaliczany jako minor ranking.  | Turniej był zaliczany jako minor ranking.  |

1. ↑  Od sezonu 2010/11 ranking na początku sezonu.
2. ↑  Nowi zawodnicy w Main Tourze nie mają przypisanego rankingu.
3. ↑  Turniej nosił nazwę Riga Open (2014/2015–2015/2016).
4. 1 2  Turniej nosił nazwę European Open (1992/1993–1996/1997), Irish Open (1998/1999) i Malta Cup (2004/2005–2007/2008).
5. ↑  Turniej nosił nazwę International Open (1992/1993–1996/1997) oraz Players Championship (2003/2004).
6. 1 2  Turniej nosił nazwę German Open (1995/1996–1997/1998).
7. ↑  Turniej nosił nazwę Players Tour Championship Grand Finals (2010/2011–2012/2013) oraz Players Championship Grand Final (2013/2014–2015/2016).
8. ↑  Turniej nosił nazwę China International (1997/1998–1998/1999).
9. ↑  Turniej nosił nazwę Grand Prix (1992/1993–2000/2001 i 2004/2005–2009/2010), the LG Cup (2001/2002–2003/2004) oraz Haikou World Open (2011/2012–2013/2014).
10. ↑  Turniej nosił nazwę Grand Prix Fürth (2004/2005) i Fürth German Open (2005/2006–2006/2007).
11. ↑  Turniej nosił nazwę Six-red Snooker International (2008/2009) oraz Six-red World Grand Prix (2009/2010).
12. ↑  Turniej nosił nazwę Thailand Classic (1995/1996) oraz Asian Classic (1996/1997).
13. ↑  Turniej nosił nazwę Asian Open (1992/1993) oraz Thailand Open (1993/1994–1996/1997).
14. ↑  Turniej nosił nazwę Jiangsu Classic (2008/2009–2009/2010).
15. 1 2  Turniej nosił nazwę Australian Open (1994/1995) oraz Australian Masters (1995/1996).
16. ↑  Turniej nosił nazwę Charity Challenge (1994/1995–1998/1999).
17. ↑  Turniej nosił nazwę European League (1992/1993–1996/1997).

## Statystyka zwycięstw[10]
| Sezon   | Miejsce w światowym rankingu snookerowym                              |
| ------- | --------------------------------------------------------------------- |
| 1993/94 | 122                                                                   |
| 1994/95 | 51                                                                    |
| 1995/96 | 11                                                                    |
| 1996/97 | 2                                                                     |
| 1997/98 | 2                                                                     |
| 1998/99 | 1                                                                     |
| 1999/00 | 1                                                                     |
| 2000/01 | 2                                                                     |
| 2001/02 | 3                                                                     |
| 2002/03 | 4                                                                     |
| 2003/04 | 4                                                                     |
| 2004/05 | 5                                                                     |
| 2005/06 | 6                                                                     |
| 2006/07 | 4                                                                     |
| 2007/08 | 1                                                                     |
| 2008/09 | 5                                                                     |
| 2009/10 | 4                                                                     |
| 2010/11 | 1 / 3 / 1 / 1                                                         |
| 2011/12 | 2 / 3 / 3 / 6                                                         |
| 2012/13 | 5 / 7 / 3 / 3                                                         |
| 2013/14 | 11 / 6 / 9 / 10 / 12 / 10 / 10                                        |
| 2014/15 | 11 / 9 / 12 / 12 / 14 / 14 / 13 / 13                                  |
| 2015/16 | 13 / 12 / 12 / 7 / 7 / 7 / 7 / 8 / 6                                  |
| 2016/17 | 6 / 5 / 5 / 5 / 6 / 3 / 3 / 3 / 6 / 6 / 2                             |
| 2017/18 | 2 / 2 / 2 / 3 / 3 / 4 / 5 / 5 / 5 / 5 / 5 / 4                         |
| 2018/19 | 4 / 4 / 4 / 4 / 4 / 4 / 4 / 4 / 4 / 4 / 5                             |
| 2019/20 | 5 / 5 / 5 / 6 / 5 / 5 / 5 / 6 / 5 / 5 / 7                             |
| 2020/21 | 7 / 7 / 7 / 6 / 6 / 6 / 6 / 6 / 5 / 7                                 |
| 2021/22 | 7 / 7 / 7 / 6 / 7 / 7 / 6                                             |
| 2022/23 | 5 / 5 / 5 / 5 / 6 / 6 / 6 / 11 / 11 / 9                               |
| 2023/24 | 9 / 10 / 9 / 10 / 9 / 10 / 10 / 11 / 10 / 12 / 12 / 12 / 12 / 11 / 10 |

### Turnieje rankingowe
Odniósł 31 zwycięstw w turniejach rankingowych:
- Mistrzostwa świata 1998, 2007, 2009, 2011
- Grand Prix 1994, 1999, 2005, 2008
- International Open 1995, 1996
- British Open 1995, 1998, 2001, 2004
- German Open 1995, 1997
- Welsh Open 2000, 2010, 2011, 2015, 2018
- European Open 1997
- UK Championship 1998, 2000, 2010
- China International 1999
- Shanghai Masters 2012
- Australian Open 2015
- International Championship 2015
- Indian Open 2017
- Players Tour Championship 2021
- World Open 2025
- Tour Championship 2025

### Turnieje rankingowe mniejsze
- Players Tour Championship 2010/2011 – EPTC Turniej 5
- Players Tour Championship 2012/2013 – PTC Turniej 4
- Players Tour Championship 2013/2014 – ET Turniej 1

### Turnieje nierankingowe
Zwyciężał także w innych turniejach:
- The Masters 1999, 2006
- Irish Masters 2000, 2002
- Scottish Masters 2001
- Premier League Snooker 1999
- Liverpool Victoria Charity Challenge 1998, 1999
- Champion’s Cup 2001
- Euro-Asia Masters Challenge 2007
- Scottish Open Championship 2008
- Hainan Classic 2011
- China Championship 2016
- Champion of Champions 2016
- Championship League Snooker 2017, 2018, 2022, 2023

### Turnieje drużynowe
- Puchar Narodów 1996, 2001, 2019

## Udział w MŚ

### 1998 – pierwszy triumf w MŚ
W roku 1998 John Higgins po raz pierwszy wygrał Mistrzostwa świata.
W drodze po trofeum wyeliminował:
- 1 Runda: J. Higgins – Jason Ferguson 10:8
- 2 Runda: J. Higgins – Anthony Hamilton 13:9
- Ćwierćfinał: J. Higgins – John Parrott 13:11
- Półfinał: J. Higgins – Ronnie O’Sullivan 17:9
- Finał: J. Higgins – Ken Doherty 18:12

### 1999 – półfinał
W 1999 roku John Higgins nie obronił tytułu mistrza świata. Udało mu się jednak dojść do półfinałów tych zawodów:
- 1 Runda: J. Higgins – Gerard Greene 10:2
- 2 Runda: J. Higgins – Mark King 13:4
- Ćwierćfinał: J. Higgins – Stephen Lee 13:11
- Półfinał: J. Higgins – Mark Williams 10:17

Tę edycję mistrzostw wygrał Stephen Hendry, pokonując w finale M. Williamsa 18:11.

### 2007 – drugi triumf w MŚ
W roku 2007 Higgins po raz drugi w karierze został Mistrzem świata w snookerze. Wyniki jego kolejnych meczów w tym turnieju:
- 1 Runda: J. Higgins – Michael Holt 10:4
- 2 Runda: J. Higgins – Fergal O’Brien 13:4
- Ćwierćfinał: J. Higgins – Ronnie O’Sullivan 13:9
- Półfinał: J. Higgins – Stephen Maguire 17:15
- Finał: J. Higgins – Mark Selby 18:13

### 2008 – druga runda
W roku 2008 John Higgins nie obronił tytułu mistrza świata. W pierwszej rundzie tego turnieju spotkał się z walijskim zawodnikiem – Matthew Stevensem (który był w tej edycji MŚ nierozstawiony, jako iż po sezonie 2006/07 wypadł z czołowej 16). Mecz zakończył się wynikiem 10:5 na korzyść Szkota.
W drugiej rundzie tego turnieju Higgins spotkał się ponownie z reprezentantem Walii Ryanem Dayem. Pierwszą sesję wygrał 5:3 (do przerwy 4:0), drugą przegrał 3:5. Ostatnia odsłona tego pojedynku rozpoczęła się w porannej sesji 26 kwietnia 2008 roku od stanu 8:8. W niej jednak John Higgins zwyciężył tylko w jednej partii i przegrał ostatecznie mecz 9:13, a więc tym samym zakończył swój udział w turnieju.

### 2009 – trzeci triumf w MŚ
W roku 2009 Higgins po raz trzeci w karierze został Mistrzem świata w snookerze. Wbił wówczas najwięcej (11) breaków stu punktowych.
Wyniki jego kolejnych meczów w tym turnieju:
- 1 Runda: J. Higgins – Michael Holt 10:5
- 2 Runda: J. Higgins – Jamie Cope 13:12
- Ćwierćfinał: J. Higgins – Mark Selby 13:12
- Półfinał: J. Higgins – Mark Allen 17:13
- Finał: J. Higgins – Shaun Murphy 18:9

### 2010 – druga runda
W 2010 roku Higginsowi ponownie nie udało się obronić tytułu mistrza świata. Po wygranej 10:6 z Barrym Hawkinsem, w drugiej rundzie uległ Steve’owi Davisowi 11:13. W trakcie tego meczu Higgins wbił także swojego setnego stupunktowego breaka w mistrzostwach świata.

### 2011 – czwarty triumf w MŚ
W 2011 roku Higgins zdobył czwarty tytuł mistrza świata.
Wyniki jego kolejnych meczów w tym turnieju:
- 1 Runda: J. Higgins – Stephen Lee 10:5
- 2 Runda: J. Higgins – Rory McLeod 13:7
- Ćwierćfinał: J. Higgins – Ronnie O’Sullivan 13:10
- Półfinał: J. Higgins – Mark Williams 17:14
- Finał: J. Higgins – Judd Trump 18:15

### 2012 – druga runda
W snookerowych mistrzostwach świata w 2012 roku Higginsowi nie udało się obronić tytułu mistrza świata wywalczonego w roku poprzednim. W pierwszej rundzie turnieju pokonał 10:9 reprezentanta Chin Lianga Wenbo, jednak w drugiej rundzie uległ swojemu rodakowi Stephenowi Hendry’emu 4:13.

## Inne informacje związane z grą w snookera
- 5 maja 2007 roku, John Higgins wbił tysięcznego breaka stupunktowego w historii rozgrywania Snookerowych Mistrzostw świata.
- Do końca października 2021 grając zawodowo w snookera zarobił nieco ponad £8 806 000 (ponad 45,7 mln zł).
- 24 kwietnia 2010 roku John Higgins wbił swojego setnego breaka stupunktowego w Mistrzostwach świata.
- 4 grudnia 2015 roku, podczas meczu ćwierćfinałowego UK Championship 2015 przeciwko Neilowi Robertsonowi wbił 600 breaka stupunktowego w swojej karierze.
- 2 listopada 2020 roku w turnieju Champion of Champions na swoim koncie zapisał 800 breaka stupunktowego.
- Według stanu na dzień 10 lutego 2022 roku, rozegrał 1706 snookerowych pojedynków, z których w 1187 zwyciężył (co stanowi 69,58%).
- 26 lutego 2021 roku Higgins w wygranym 6:0 meczu z Markiem Selbym w trakcie Players Championship 2021 pozwolił przeciwnikowi na zdobycie zaledwie siedmiu punktów w trakcie całego pojedynku. Jest to najlepszy wynik w historii snookera, biorąc pod uwagę mecze rozgrywane na dystansie do sześciu wygranych frejmów.